# コンスタンティン・ラウシュ
コンスタンティン・ラウシュ（Konstantin Rausch、1990年3月15日 - ）は、ソビエト連邦（現：ロシア）トムスク州・コジェフニコヴォ出身の元サッカー選手。ドイツ・ロシアの二重国籍である。元ロシア代表。現役時代のポジションはDF及びMF。

## 経歴
5歳の時にドイツへ移住。ドイツへ移住後、地元のユースチームでサッカーを始める。12歳の時にハノーファー96のユースチームへ加入した。
2008年にハノーファー96のトップチームへ昇格。同年3月30日のVfBシュトゥットガルト戦で初出場を果たした。
2013年7月、ハノーファーとの契約満了に伴いVfBシュトゥットガルトへフリーで移籍した。
2015年7月、VfBシュトゥットガルトとの契約を解除しSVダルムシュタット98へ完全移籍した。契約期間は2016年6月までの1年間。
2016年、1.FCケルンに移籍した。
2018年1月、母国のFCディナモ・モスクワ へ完全移籍した。
2021年、1.FCニュルンベルクに移籍した。
2022年夏、現役引退を表明した。

## 代表歴
各ユース年代のドイツ代表に選出された。
A代表では母国であるロシア代表を選択。2017年10月7日の韓国代表戦で初キャップ。